# Зелёная (Минская область)
Зелёная (бел. Зялёная) — деревня в Ждановичском сельсовете Минском районе Минской Республики Беларусь. Расположена в 10,5 км на северо-запад от Минска.

## История
В конце XIX века — урочище.
В 1897 — урочище, 2 двора, 10 жителей и фольварк, 2 двора, 14 жителей; в Заславской волости Минского уезда.
В 1917 — 6 дворов, 46 жителей.
С февраля по декабрь 1918 оккупирована войсками кайзеровской Германии. Во время советско-польской войны с июля 1919 по июль 1920, а также в середине октября 1920 — войсками Польши. С 1919 в составе БССР. С 20 августа 1924 в составе Ратомского сельсовета Заславского района Минской округи (до 26 июля 1930). В 1926 году на хуторе 8 дворов, 43 жителя, в урочище — 5 дворов, 35 жителей. С 26 мая 1935 — в Минском районе. В Великой Отечественной войне с конца июня 1941 до начала июля 1944 года оккупирована немецко-нацистскими войсками, погибли 13 жителей. С 20 января 1960 — в составе Ждановичского сельсовета.

## Население
В 1997 году было 39 хозяйств, 154 жителя. В 2010 было 54 хозяйства, 121 житель.

## Инфраструктура
Расположены санаторий-профилакторий, детские лагеря, магазины.
Возле деревни располагается остановочный пункт Зелёное. 